# Porte San Pellegrino
La Porte San Pellegrino est une porte de Rome, ouvrant un accès dans le mur extérieur de la Cité du Vatican. 
Elle est située à côté de la colonnade du Bernin de la Place Saint-Pierre et donne accès à la cour de la caserne de la garde suisse pontificale. Elle est également connue sous le nom de porta Viridaria. 

## Historique
La porte San Pellegrino a été reconstruite par le pape Alexandre VI en 1492 et ses armoiries sont placées au-dessus de la porte. Celle-ci est peu utilisée.

## Lien connexe
Cité léonine